# Konfiguration (Chemie)

Konfigurationsisomere: Schematische Darstellung spiegelbildlich gezeichneter Enantiomerenpaare in (von oben nach unten) drei verschiedenen, jedoch äquivalenten Visualisierungsformen.

Unter Konfigurationen versteht man räumliche Anordnungen von Atomen in Molekülen mit jeweils gleicher Summenformel und gleicher Konstitution, die nicht durch Rotationen um Einfachbindungen ineinander überführbar sind. Mit der Konfiguration beschäftigt sich die Stereochemie. Zur graphischen Darstellung der Konfigurationen von Molekülen werden Keilstrichformeln oder Fischer-Projektionen verwendet.

## Konfigurationsisomere
Weisen zwei Moleküle die gleiche Konstitution, also dieselbe Reihenfolge, in der ihre Atome verknüpft sind, aber einen unterschiedlichen räumlichen Bau auf, so handelt es sich um Stereoisomere. Konfigurationsisomere sind Stereoisomere, die sich nicht durch Rotationen um Einfachbindungen, sondern nur durch Brechen und Neuknüpfen von Bindungen ineinander überführen lassen. Beispiele für Konfigurationsisomere sind cis-trans-Isomere, Enantiomere sowie Diastereoisomere.
Konfigurationsisomere sind von den ebenfalls zu den Stereoisomeren gehörenden Konformationsisomeren zu unterscheiden, die jeweils verschiedene Konformationen eines Moleküls aufweisen. Im Gegensatz zu Konfigurationsisomeren sind Konformationsisomere durch Rotationen um Einfachbindungen ineinander überführbar.

## Absolute und relative Konfigurationen
Als absolute Konfiguration bezeichnet man die räumliche Anordnung von Atomen in Molekülen, die stereogene Zentren aufweisen, sowie deren Benennung mittels stereochemischer Deskriptoren. Absolute Konfigurationen werden auf Basis intrinsischer Strukturmerkmale der betrachteten Moleküle üblicherweise mittels Anwendung der Cahn-Ingold-Prelog-Konvention benannt.
Als relative Konfiguration bezeichnet man einerseits die Konfiguration eines beliebigen stereogenen Zentrums relativ zu einem beliebigen anderen stereogenen Zentrum im selben Molekül. Weiterhin besitzen zwei verschiedene Moleküle Xabcd und Xabce dieselbe relative Konfiguration, wenn e die Position von d in einer tetraedrischen Anordnung von Liganden um das stereogene Zentrum (oder eine beliebige stereogene Einheit) X einnimmt und die Fragmente Xabc jeweils deckungsgleich sind. Auch zur Benennung relativer Konfigurationen existieren eine Reihe stereochemischer Deskriptoren.

## Pharmakologische Relevanz
Konfigurationsisomere besitzen üblicherweise eine unterschiedliche physiologische Wirkung. Aufgrund dessen ist neben der Konstitution auch die Konfiguration ein wesentliches strukturelles Merkmal von Arzneistoffen und anderen Wirkstoffen. Ein Beispiel hierfür ist Thalidomid, dessen (+)-(R)-Enantiomer eine sedierende, dessen (−)-(S)-Enantiomer jedoch eine fruchtschädigende Wirkung aufweist und mit dem Contergan-Skandal verbunden ist.